# محمد برکات (بازیکن فوتبال، زاده ۱۹۷۶)

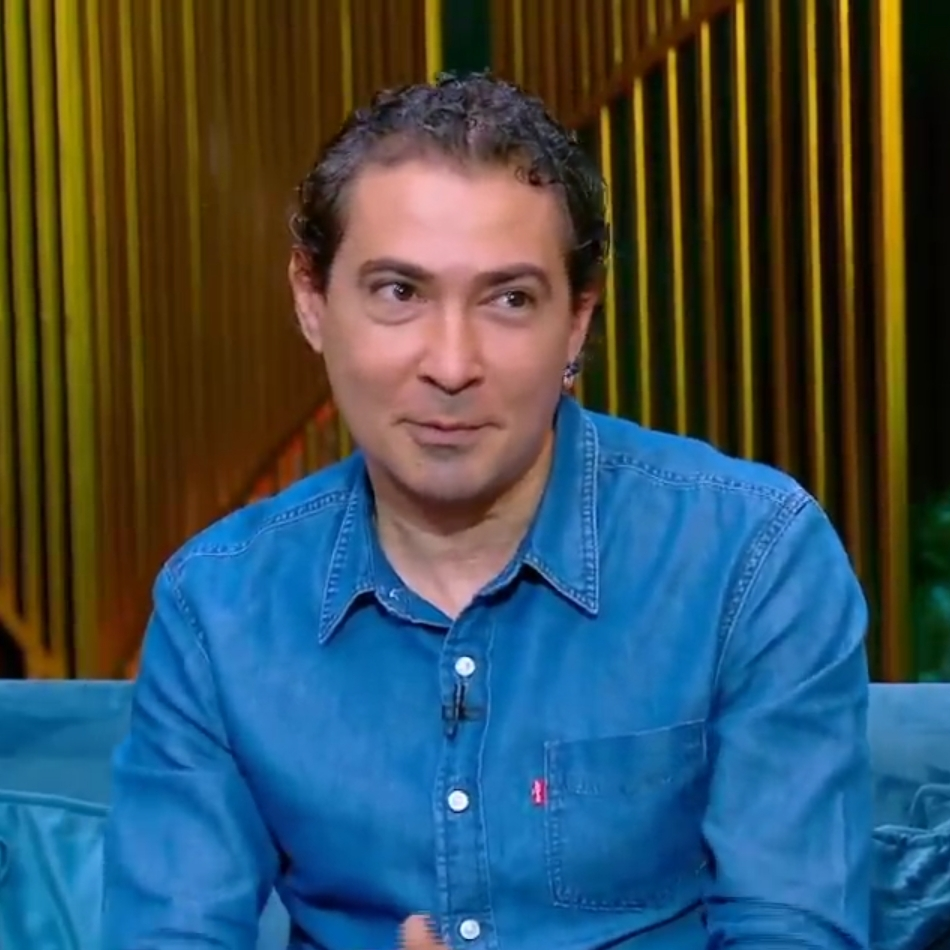
برکات در شبکه الاهلی سال ۲۰۲۰

محمد برکات (عربی: محمد بركات؛ زاده ۷ سپتامبر ۱۹۷۶) یک بازیکن فوتبال اهل مصر است.

## تیم ملی
وی همچنین در تیم ملی فوتبال مصر بازی کرده‌است.